# Bernard Duc
Bernard Ducourant, noto anche con lo pseudonimo di Duc (Coutras, 23 settembre 1932 – Collioure, 26 giugno 1995), è stato un fumettista e sceneggiatore francese.

## Biografia
Alla fine degli anni Sessanta e Settanta ha scritto numerose storie per i giornali Spirou e Pif. Tra queste, le serie Les Mystères du Cosmos (1969-1972) su Spirou e Les Baladins (1969-1970) su Pif. Per France-Soir ha realizzato il fumetto Le Crime ne paie pas. Ha collaborato anche a Le Hérisson.
Ma è conosciuto soprattutto come insegnante e la sua opera più famosa è L'Art de la BD, pubblicata prima sulla rivista Gomme! e poi in due volumi editi da Glénat.
Bernard Duc ha insegnato fumetto all'Académie Charpentier di Parigi.

## Lavori

### Con il nome Duc o B. Duc
- Les Baladins, serie pubblicata nel 1969 e 1970, in Pif, nn. 32, 51, 57 e 79.
- Les Mystères du cosmos, serie pubblicata dal 1969 al 1972, in Spirou, nn. 1627, 1667, 1745, 1753, 1760[6].
- L'Art de la BD: du scénario à la réalisation graphique, Glénat, 1982.
- L'Arte della BD, tomo 2: la tecnica del disegno, Glénat, 1983.
- L'Art de la composition et du cadrage: peinture, photographie, bande dessinée, publicité, Fleurus, 1992[7].
- La Pratique du scénario: cinéma, télévision, B.D., Dujarric, 1992.

### Con il nome di Bernard Ducourant
- L'Art du dessin enseigné par les maîtres: de Dürer à Picasso, Bordas, 1989.
- L'ABC du Yi-King - Connaître votre avenir par vos actions actuelles, Jacques Grancher Editeur, 1990.
- Sentences et proverbes de la sagesse chinoise Albin Michel, 2000.